# Luquetia coarctata
Luquetia coarctata är en fjärilsart som beskrevs av Walsingham 1881. Luquetia coarctata ingår i släktet Luquetia. Enligt Dyntaxa ingår släktet Luquetia i familjen plattmalar, (Depressariidae), men enligt Catalogue of Life är tillhörigheten istället familjen praktmalar,(Oecophorida).  Inga underarter finns listade i Catalogue of Life.